# Maoritenes cyclobathra
Maoritenes cyclobathra är en fjärilsart som beskrevs av Edward Meyrick 1907. Maoritenes cyclobathra ingår i släktet Maoritenes och familjen vecklare. Inga underarter finns listade i Catalogue of Life.